# Regionalització del Perú (1987-1992)
La primera regionalització del Perú fou un intent de nova divisió administrativa supradepartemental, intentada en aquest país entre el 1987 i el 1992.
Les regions foren creades per llei 24650 de 19 de març de 1987. Van quedar desactivades el 1992 quan foren substituïdes per 24 CTAR (Consejos Transitorios de Administración regional) un per a cada departament, que oficialment ja foren creats el 3 de febrer de 1998 per la llei 26922. Per a Lima i El Callao que no van poder crear el seu propi CTAR, es va organitzar la Corporación de Desarrollo de Lima y Callao (CORDELICA).
Les regions foren:
- Regió de l'Amazones o Loreto

- Regió d'Andrés Avelino Cáceres

- Regió d'Arequipa

- Regió de Chavín

- Regió de Grau

- Regió Inka

- Regió de Jose Carlos Mariategui

- Regió de La Libertad

- Regió de Los Libertadores

- RENOM o Región Nororiental del Marañón

- Regió de San Martín

- Regió de l'Ucayali

Inicialment les regions havien de ser onze, ja que San Martín i La Libertad havien de formar una regió amb el nom de Regió de Raúl Haya de la Torre. San Martín s'hi va oposar i mitjançant una consulta popular va rebutjar ser part de la nova entitat i va optar per constituir-se en regió unidepartamental; La Libertad va haver de seguir el mateix camí.